# Diocese de Valleyfield
A Diocese de Valleyfield (Dioecesis Campivallensis) é uma diocese localizada na cidade de Salaberry-de-Valleyfield na província de Quebec, pertencente a Arquidiocese de Montreal no Canadá. Foi fundada em 1892 pelo Papa Leão XIII. Com uma população católica de 219.135 habitantes, sendo 72,8% da população total, possui 24 paróquias com dados de 2018.

## História
Em 5 de abril de 1892 o Papa Leão XIII cria a Diocese de Valleyfield a partir da Arquidiocese de Montreal.

## Lista de bispos
A seguir uma lista de bispos desde a criação da diocese em 1892.
|                       | Nome                              | Período               | Notas                                                                        |
| Bispos de Valleyfield | Bispos de Valleyfield             | Bispos de Valleyfield | Bispos de Valleyfield                                                        |
| --------------------- | --------------------------------- | --------------------- | ---------------------------------------------------------------------------- |
| 9º                    | Alain Faubert                     | 2024-                 | Atual                                                                        |
| 8º                    | Noël Simard                       | 2011-2024             |                                                                              |
| 7º                    | Luc Cyr                           | 2001-2011             | Nomeado arcebispo de Sherbrooke                                              |
| 6º                    | Robert Lebel                      | 1976-2000             | Também presidente da Conferência Canadense de Bispos Católicos (1989 - 2001) |
| 5º                    | Guy Bélanger                      | 1969-1975             | Faleceu no cargo                                                             |
| 4º                    | Percival Caza                     | 1966-1979             |                                                                              |
| 3º                    | Joseph Alfred Langlois            | 1926-1966             | Faleceu no cargo                                                             |
| 2º                    | Felix-Raymond-Marie Rouleau, O.P. | 1923-1926             | Nomeado arcebispo de Québec                                                  |
| 1º                    | Joseph-Médard Émard               | 1892-1922             | Nomeado arcebispo de Ottawa                                                  |
| Bispo coadjutor       |                                   |                       |                                                                              |
| 1º                    | Percival Caza                     | 1955-1966             | Nomeado bispo dessa diocese                                                  |
| Bispo auxiliar        |                                   |                       |                                                                              |
| 1º                    | Percival Caza                     | 1948-1955             | Nomeado bispo coadjutor dessa diocese                                        |